# Centese Calcio 1987-1988
Questa voce raccoglie le informazioni riguardanti la Centese Calcio nelle competizioni ufficiali della stagione 1987-1988.

## Rosa
| N. |                   | Ruolo | Calciatore         |
| -- | ----------------- | ----- | ------------------ |
|    | Italia (bandiera) | D     | Salvatore Aloise   |
|    | Italia (bandiera) | P     | Carmine Amato      |
|    | Italia (bandiera) | D     | Fabrizio Artioli   |
|    | Italia (bandiera) | P     | Marco Bizzarri     |
|    | Italia (bandiera) | A     | Gianni Boccia      |
|    | Italia (bandiera) | C     | Gianfranco Bramini |
|    | Italia (bandiera) | A     | Roberto Cesati     |
|    | Italia (bandiera) | C     | Lucio Cossarini    |
|    | Italia (bandiera) | D     | Giancarlo D'Astoli |

| N. |                   | Ruolo | Calciatore         |
| -- | ----------------- | ----- | ------------------ |
|    | Italia (bandiera) | A     | Massimo Ginelli    |
|    | Italia (bandiera) | D     | Paolo Grotto       |
|    | Italia (bandiera) | C     | Mirco Gubellini    |
|    | Italia (bandiera) | C     | Enrico Limonta     |
|    | Italia (bandiera) | C     | Emanuele Mantovani |
|    | Italia (bandiera) | C     | Sergio Mari        |
|    | Italia (bandiera) | A     | Francesco Palmieri |
|    | Italia (bandiera) | C     | Andrea Ramponi     |
|    | Italia (bandiera) | D     | Guido Tosi         |

## Risultati

### Campionato

#### Girone di andata
| 20 settembre 1987 1ª giornata | Centese | 2 – 0 | Ospitaletto |  |

| 27 settembre 1987 2ª giornata | Pavia | 1 – 0 | Centese |  |

| 4 ottobre 1987 3ª giornata | Centese | 2 – 1 | SPAL |  |

| 11 ottobre 1987 4ª giornata | Derthona | 1 – 1 | Centese |  |

| 18 ottobre 1987 5ª giornata | Centese | 0 – 0 | Reggiana |  |

| 25 ottobre 1987 6ª giornata | Trento | 0 – 0 | Centese |  |

| 1º novembre 1987 7ª giornata | Centese | 1 – 1 | Fano |  |

| 8 novembre 1987 8ª giornata | Centese | 0 – 2 | Monza |  |

| 15 novembre 1987 9ª giornata | Lucchese | 2 – 1 | Centese |  |

| 22 novembre 1987 10ª giornata | Centese | 0 – 0 | Spezia |  |

| 29 novembre 1987 11ª giornata | Lanerossi Vicenza | 0 – 1 | Centese |  |

| 6 dicembre 1987 12ª giornata | Livorno | 0 – 0 | Centese |  |

| 13 dicembre 1987 13ª giornata | Centese | 0 – 0 | Virescit Bergamo |  |

| 20 dicembre 1987 14ª giornata | Rimini | 0 – 1 | Centese |  |

| 3 gennaio 1988 15ª giornata | Centese | 1 – 1 | Prato |  |

| 10 gennaio 1988 16ª giornata | Ancona | 1 – 0 | Centese |  |

| 17 gennaio 1988 17ª giornata | Centese | 0 – 1 | Vis Pesaro |  |

#### Girone di ritorno
| 24 gennaio 1988 18ª giornata | Ospitaletto | 2 – 1 | Centese |  |

| 31 gennaio 1988 19ª giornata | Centese | 3 – 1 | Pavia |  |

| 7 febbraio 1988 20ª giornata | SPAL | 1 – 0 | Centese |  |

| 21 febbraio 1988 21ª giornata | Centese | 2 – 1 | Derthona |  |

| 28 febbraio 1988 22ª giornata | Reggiana | 1 – 1 | Centese |  |

| 6 marzo 1988 23ª giornata | Centese | 1 – 2 | Trento |  |

| 13 marzo 1988 24ª giornata | Fano | 2 – 0 | Centese |  |

| 20 marzo 1988 25ª giornata | Monza | 2 – 0 | Centese |  |

| 2 aprile 1988 26ª giornata | Centese | 0 – 2 | Lucchese |  |

| 10 aprile 1988 27ª giornata | Spezia | 0 – 0 | Centese |  |

| 17 aprile 1988 28ª giornata | Centese | 0 – 3 | Lanerossi Vicenza |  |

| 24 aprile 1988 29ª giornata | Centese | 1 – 1 | Pro Livorno |  |

| 8 maggio 1988 30ª giornata | Virescit Bergamo | 3 – 1 | Centese |  |

| 15 maggio 1988 31ª giornata | Centese | 0 – 0 | Rimini |  |

| 22 maggio 1988 32ª giornata | Prato | 1 – 0 | Centese |  |

| 29 maggio 1988 33ª giornata | Centese | 0 – 2 | Ancona |  |

| 5 giugno 1988 34ª giornata | Vis Pesaro | 6 – 1 | Centese |  |